# Ferrophosphore

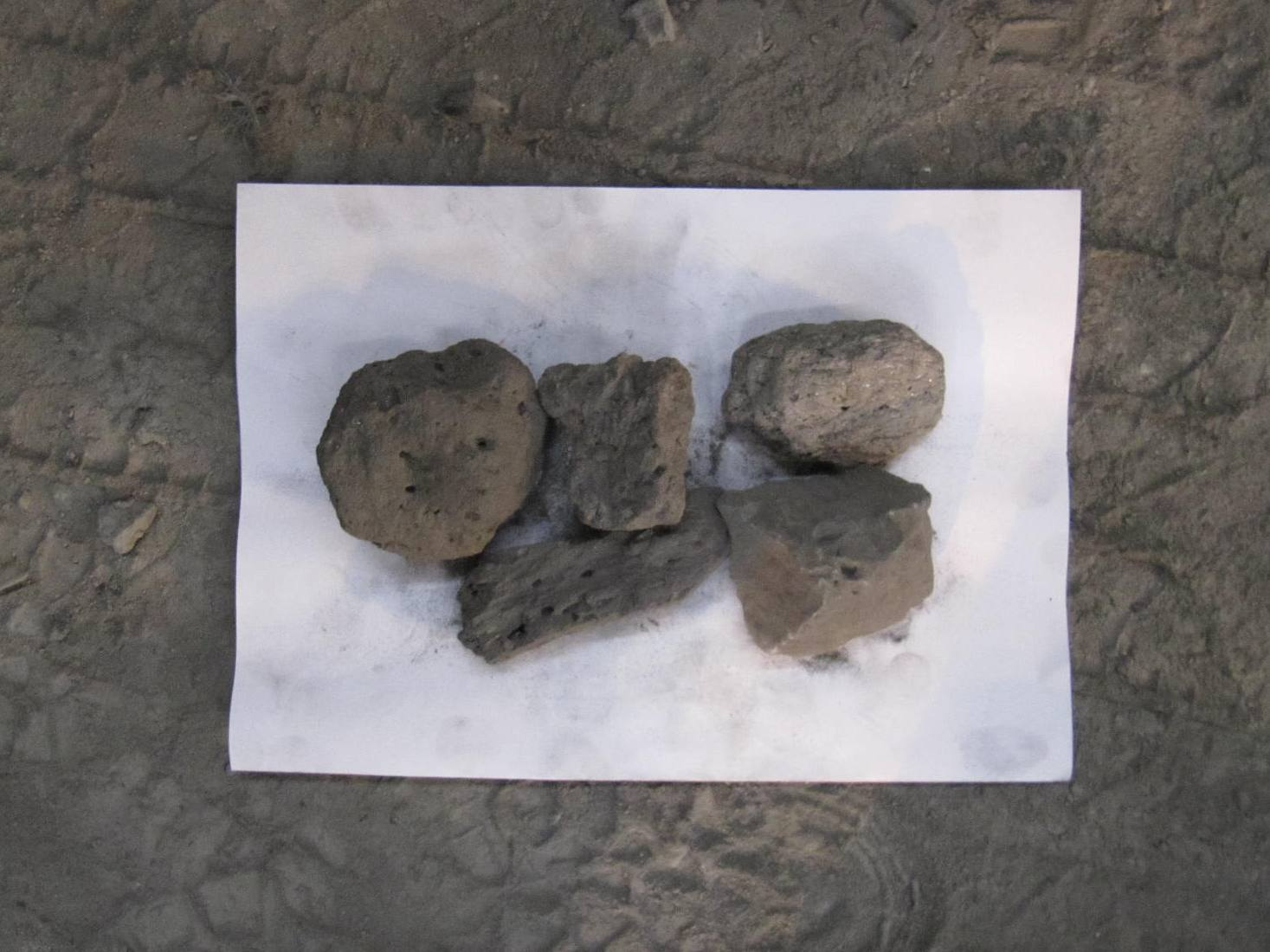
Échantillons de ferrophosphore, utilisés en sidérurgie (posés sur feuille A4).

Le ferrophosphore est un ferroalliage à forte teneur en phosphore, d'environ 25 % en poids. 

## Obtention

### Production au haut fourneau
Pour un article plus général, voir Haut fourneau.
Le haut fourneau peut produire une fonte riche en phosphore. Dans le cas où il est destiné à la production de ferrophosphore, il est chargé avec un mélange de minerai de fer et de roche phosphatée. De 2007 à 2011, en Russie, il s'est produit environ 3 600 tonnes annuelles de ferrophosphore au haut fourneau.

### Production au four électrique
Plus généralement, le ferrophosphore est un sous-produit de la production du phosphore blanc. Cette production se fait par une variante du procédé mis au point par Friedrich Wöhler pour la fabrication de l'aluminium, le four à arc électrique à électrode immergée. Ce four particulier (en) est le principal procédé utilisé pour la fabrication de phosphore, par réduction-fusion d'apatites (généralement de la fluorapatite Ca5(PO4)3F).

## Utilisations

### Utilisations en sidérurgie
Le procédé Thomas, utilisé pour l'affinage des fontes phosphoreuses, nécessite une teneur minimale en phosphore pour réussir le bouclage thermique de l'opération. En effet, l'oxydation du phosphore y est très exothermique et permet d'atteindre la température finale du fer en fusion, supérieure à la température initiale de la fonte. L'addition de ferrophosphore dans la charge du haut fourneau permet alors d'atteindre la teneur minimale en phosphore nécessaire à la réussite du soufflage. Cette pratique a disparu en même temps que le convertisseur Thomas,.
Au début du XXIe siècle, le ferrophosphore reste utilisé en sidérurgie, mais comme élément d'alliage dans les aciéries. Il est ajouté pour obtenir des caractéristiques métallurgiques précises de certains aciers (pour améliorer le comportement magnétique ou l'usinabilité), la coulabilité de fontes, ou en tant que désoxydant.

### Utilisations en chimie
Le ferrophosphore est utilisé dans la production de phosphate, ou utilisé comme additif dans certaines peintures métalliques.